# 占星術
占星術（せんせいじゅつ）または占星学（せんせいがく）は、太陽系内の太陽・月・惑星・小惑星などの天体の位置や動きなどと人間・社会のあり方を経験的に結びつけて占う（占い）。古代バビロニアを発祥とするとされ、ギリシア・インド・アラブ・ヨーロッパで発展した西洋占星術・インド占星術と、中国など東アジアで発展した東洋占星術に大別することができる。占星術が非科学的である主な理由としては反証可能性がないためである。

## 概要

### 発祥
古代バビロニアで行われた大規模な天体観測が起源であり、ギリシア・インド・アラブ・ヨーロッパ・中国へ伝わったといわれている。おもに国家や王家の吉凶判断に使われた。バビロニア占星術は紀元前3世紀頃にギリシアに伝わり、個人の運勢を占うホロスコープ占星術に発展した。占星術を指す単語は、古典ギリシア語のアストロロギア（astrologia）に由来する。アストロロギア（astrologia）のアストロ（astro）という接頭辞は古典ギリシア語の astron 星でありastrologiaとは星について考えたことという意味になる。アストロノミア（astronomia、英語のastronomy）天文学とはastrologiaのなかで星の動きなどについての学問であった（nomos は秩序の意味）。ちなみに、astrologistは占星術者である。

### 中東・ヨーロッパ
西洋占星術の起源はバビロニアにあった。バビロニアでは、紀元前2千年紀に天の星々と神々を結びつけることが行われ、天の徴が地上の出来事の前兆を示すという考えも生まれた。『エヌーマ・アヌ・エンリル』（Enuma anu enlil, 紀元前1000年頃）はそうした前兆をまとめたものである。ただし、当時前兆と結び付けられていた出来事は、専ら君主や国家に関わる物事ばかりで、その読み取りも星位を描いて占うものではなく、星にこめた象徴的な意味（火星は軍神ネルガルに対応していたから凶兆とするなど）を読み取るものに過ぎなかった。
前332年にアレキサンダー大王によって占領された後、エジプトはギリシャの支配下にあった。そして、ヘレニズム文化が栄える中で、初めて本格的にホロスコープを用いる占星術が現れた。出生時における星々の位置から個人の星位図をトレースする試みが普及したことは、西洋占星術へのギリシャ人の最大の貢献である。このシステムは「ホロスコープ占星術」と名付けられた。アセンダント（後述）はギリシャ語で「ホロスコポス」とも呼ばれていたからである（星位図そのものを「ホロスコープ」と呼ぶようになったのは、これが語源である）。ギリシャで大いに発展したとはいえ、その大部分はバビロニアからもたらされたものであった。

### インド
インド占星術は、ナクシャトラを用いたインド固有の占星術で、白道上の月の位置に着目し、天の黄道を27分割に分けた物で占う占星術だったが、ヘレニズム時代に太陽と月、5惑星とラーフ、ケートゥといった九曜、十二宮と十二室に基づくホロスコープ方式の占星術を取り入れて、現在のナクシャトラ（白道二十七宿）と黄道十二宮を併用した形になったと言われているが、古い時代のことなのではっきりしたことはわかっていない。
また仏教に取り入れられたものは、簡略化（月の厳密な度数で決めず、1日に1つというように割り当てる）・仏教化し 『宿曜経』 にまとめられ、密教の一部として中国に伝えられた。さらに、平安時代には日本にも伝えられて宿曜道となった。

### 中国
古代中国において「天文」とは、古代世界の他の文明でもそうであったように、狭義の天文学と観測される天象による占いとが渾然一体となったものであった。バビロニア占星術とは異なり、天体の配置ではなく日食、月食、流星、彗星、新星や超新星の出現、そして星の見え方など天変現象に注目したものであった。これは天変は天が与える警告であるという「災異説」の思想に則ったものである。これは現代で天変占星術とよぶ人もいる。
ただしバビロニア起源と考えられる黄道十二宮を使った占星術の影響を受けて成立したと考えられる六壬神課の基本構造が戦国-秦-漢の時代には確立していた。六壬神課の式盤はサインとハウスで構成されたホロスコープに中国独自の十二天将を配布したものを表現している。この後、唐の時代にインド占星術を漢訳した『宿曜経』が伝来し、七政四餘となった。『宿曜経』は当時の日本でも受容され宿曜道となった。しかしその後は実際の天文観測情報が国家に独占されたこともあり、煩雑な天文計算の必要がない暦をベースとした占術が主流となって行く。

### 現代
現代では主に自身の性格やそれに基づいた相性を知るために利用する人がいる｡現代心理学にはビッグファイブといったものがあるが､占星術の本は天文学の本よりもよく売れていて､1997年12月27日にはイギリス最大の発行部数を誇る新聞の『デイリー・メイル』は､一面トップで占星術の記事を載せたことがある｡
あるアンケート調査によれば､新聞の星占いを読んでも実際には信じていない人が大多数で､星占いは単なる楽しみであるという｡しかし､信頼のできそうな報告によると､これとは異なる結果を示し､かなりの数の人々が本当に星占いを信じ､それに従って行動をしているという｡
また､占星術師は新聞や雑誌で仕事を行うことがあるが､その仕事内容は､ほとんど訓練や技術を必要としないため､暇を持て余した若い記者に回されることが多い｡
似たような話に合理主義者の手品師であるジェームズ・ランディの若い頃のものがある｡ランディはゾランというペンネームで､モントリオールで発行されている新聞の占星術師の職を得た｡ランディは､昔の星占いの雑誌を持ってきて､その予言をはさみで切り取り､適当にかき混ぜて､12の星座のもとにランダムに貼り付け､予言として紙面に載せていた｡ランディはあるとき､2人組のサラリーマンが昼休みにカフェで､「ゾラン」の占いを熱心に読みつつ会話をしているところを耳にした｡

## 代表的な書物
- テトラビブロス（英語版）（原題：アポテレスマティカ、「占星術上の意味付け」の意） - 天文学者プトレマイオスの占星術書。占星術の原典とされる[5]。
- Kitāb al‐mudkhal al‐kabīr（英題：Introduction）- イスラムの占星術師アブー・マーシャル（英語版）の著書で、多くの国で翻訳され影響を与えた。
- ヤヴァナジャータカ（英語版）（「ギリシャ式出生占術」の意） - ギリシャの占星術をまとめてサンスクリット語に翻訳したインド占星術の本。
- 文殊師利菩薩及諸仙所説吉凶時日善悪宿曜経 - インド占星術の入門書として中国に伝わった。

## 占星術と科学
もともと、占星術(astrology)と天文学(astronomy)は深い関係があった。さまざまな経緯を経て、長い長い時代を経て、徐々に距離ができ、現代では占星術と天文学は別のものになっている。天文学は、途中まで占星術とともに、プトレマイオス以来の地球中心説（天動説）の宇宙観のもとに発展した。途中からコペルニクスの『地動説』が登場し、そのあたりから分化が始まったのである。やがて伝統的占星術は廃れ、現代占星術として復活することとなる。

### 天文学との関連
占星術は天文学の母胎でもあった。ケプラーの法則で有名なヨハネス・ケプラーは天文学者・数学者であると同時に、占星術師でもあった。ドイツ観念論を代表する哲学者ヘーゲルは、大学教師の職に就くための就職論文Dissertatio philosophica de Orbitis Planetarum.
（『惑星の軌道に関する哲学的論考』通称『惑星軌道論』）において、惑星の運動を本質的に解明したのは、物理学的に解析したニュートンよりもむしろケプラーであると評した。
そしてケプラーは「このおろかな娘、占星術は、一般からは評判のよくない職業に従事して、その利益によって賢いが貧しい母、天文学を養っている」と書いた。権力者は、自分の運命や選択の良し悪しに興味があるので、それについて答えてくれると考えられた占星術のほうに金銭を出し、その金銭が結果として、星を観察・観測する天文学を支えるという効果があった、という意味である。

### 占星術と自然科学
星がどのような周期的な動きをするものであるかに関心があった時代では、占星術と天文学は未分化で混然一体の状態であった。現代のような自然科学は19世紀になってようやく誕生したものである。それ以前は、自然についての考察は自然哲学という体系で行われていた。アイザック・ニュートンによる1687年の著作『自然哲学の数学的諸原理』によって分離がすすみ、決して一足飛びにではなく、徐々に、占星術と自然科学の距離が離れていったのである。現代の天文学者は、一般に、天体の配置や動きを用いて予想しようとするのは、あくまで天体の位置や動きであり、決して人間の性格・運勢、国家の未来などではない。
現代の多くの占星術専門家が、惑星の位置を用いて予想しようとするのは、あくまで人の運命などであって、彼らは現代自然科学を用いて、より正確な惑星の位置などを予測することには興味が無い。このように、占星術と天文学は、現代では、目的も手法も、原則的に別のものになっているのである。
ただし、若干の例外はあり、占星術と自然科学が重なるような、微妙な領域での研究がいくつかある。
- ソルボンヌ大学の心理学者・統計学者ミッシェル・ゴークラン（フランス語版）は、誕生時の火星の位置と人の職業の膨大な統計をとり、両者には相関関係がある、と結論づける論文を発表（SCICOP サイコップの初期メンバーはこの論文を否定できると決めつけて活動したものの、調査して得た結果は、彼らの予想に反して、この論文を不本意ながら追認せざるを得ない結果になり、サイコップ内で紛糾が生じ、サイコップの歴史の汚点ともなった）。
  - これは、当時のドイツの異常な社会状態と関係があり、政治的な圧力が学問の世界にまでひずみを与えていた、という事例である。
- ソルボンヌ大学のディーン・ルディアはユング占星術、すなわち「占星術の心理学的アプローチ」に対し、「心理学の占星術的アプローチ」を行い、後の西洋占星術における「サビアン占星術」に貢献した[要出典]。

### 占星術と心理学
心理学の歴史をたどると、カール・ユングなど、心理学者の一部は、占星術に積極的に取り組んだ。ユングは「シンクロニシティ」あるいは「意味のある偶然の一致」という考え方を示そうとして、占星術を援用した。この事情もあり、現代の占星術師の中でもイギリスを中心として占星術研究家と称する人々の中には、心理学を援用しようと試みている人もいる。
1970年代に欧米で、心理療法の分野の研究をしながら占星術を学ぶ人が増えたことにより心理占星学が発達したといわれている。人間の心を扱う研究は古代の占星術が扱うテーマのひとつであったともいわれている。先駆者としてディーン・ルディア、リズ・グリーンなどがあげられている。

### 占星術と未来予測の関係
西欧中世のスコラ哲学者トマス・アクィナスは「星は誘えど、強制せず」と含蓄ある表現で指摘した。占星術はいくつもの意味づけ・解釈を提供するもので、複数の意味づけ・解釈のどれを採用すべきなのか決められないような形で提供するようなものである（ものにすぎない）、ということを述べている。

### 学者による検証
パリで一人の科学者が無料占星術の広告を新聞に掲載。応募要綱には出生地と出生時間を条件に付記、この応募に150通の手紙が寄せられた。“条件”とはフランスの連続殺人犯と同一のものであるが、それは差出人には伏せて占星術の結果をアンケート用紙を同封して報告。応募者の94%が「占いは当たっている」と返答した。

### 惑星の定義見直しによる影響
惑星の定義見直しによる影響は、西洋占星術の項を参照。